# Réaction de Barton-Motherwell
 (février 2024).
Si vous disposez d'ouvrages ou d'articles de référence ou si vous connaissez des sites web de qualité traitant du thème abordé ici, merci de compléter l'article en donnant les références utiles à sa vérifiabilité et en les liant à la section « Notes et références ».
La réaction de Barton-Motherwell (ou décarboxylation de Barton-Motherwell) est une séquence réactionnelle permettant d'effectuer sélectivement une réduction d'un acide carboxylique en alcane. Elle fut mise au point par Sir Derek Harold Richard Barton (Prix Nobel de chimie 1969) et Willie B. Motherwell. Son mécanisme est similaire à celui de la réaction de déoxygénation de Barton-McCombie. 

## Bilan réactionnel

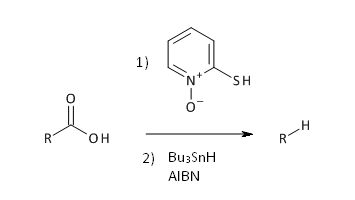
Réduction de Barton-Motherwell

La réaction consiste tout d'abord en une étape d'estérification de l'acide carboxylique par le N-oxy-2-pyridine-thiol. Puis, une réduction radicalaire par l'hydrure de tributylétain permet l'obtention de l'alcane correspondant, avec dégagement de dioxyde de carbone.

## Compatibilité chimique
Il est nécessaire que le substrat de départ ne comporte pas de fonctions sensibles aux radicaux (dérivés carbonylés, halogénoalcanes, certains alcènes, alcynes…).

## Mécanisme

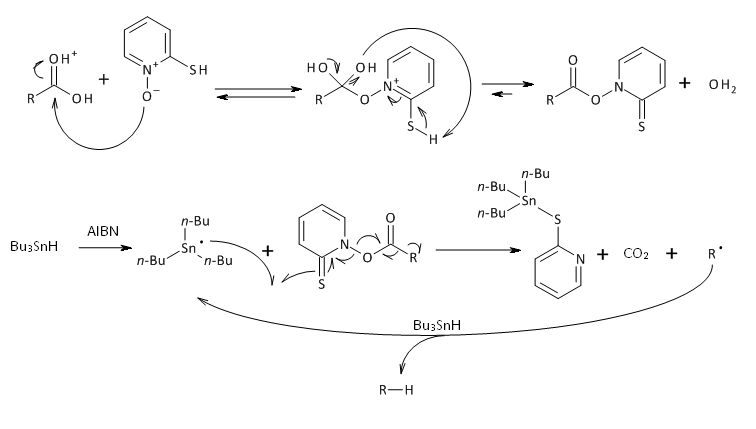
Mécanisme de la réduction de Barton-Motherwell

La première étape consiste en la formation d'un ester de nitrone à partir de l'acide carboxylique, cet ester comportant une double liaison carbone-soufre. Cette réaction peut se faire par estérification en catalyse acide (comme montré ici sur le schéma) ou bien en ayant au préalable modifié l'acide carboxylique en chlorure d'acyle. Cette modification peut s'effectuer simplement, grâce au chlorure de thionyle, par exemple.
L'idée principale de la réaction est d'obtenir une force motrice permettant de rompre de manière homolytique la liaison azote-oxygène, qui est relativement fragile. Ceci permet l'obtention le radical carboxyle RCOO•, qui se réarrange instantanément pour donner du dioxyde de carbone et le radical alkyle R•. Ce radical alkyle est par la suite réduit en hydrocarbure par l'hydrure de tributylétain. On utilise un ester de nitrone plutôt qu'un ester carboné car la liaison azote-oxygène est plus fragile, et donc plus facile à rompre, qu'une liaison carbone-oxygène. La formation du radical carbonyle est donc rendue plus aisée.
Le réactif radicalaire utilisé pour amorcer ce procédé est usuel : il utilise, comme dans la réaction de déoxygénation de Barton-McCombie, la grande affinité du soufre pour l'étain. En effet, la première étape de cette cascade radicalaire est la formation d'un composé présentant une liaison soufre-étain, ce qui amène la rupture homolytique de la liaison π carbone-soufre.
Enfin, la rupture de la liaison azote-oxygène est particulièrement aisée : la force motrice en est la formation d'un cycle aromatique de type pyridine.